# Age of Hysteria
Age of Hysteria är Skövde-bandet Neverstores tredje album och släpptes i Japan den 29 juli 2009 och i Sverige 27 januari 2010. Första singeln heter Summer och släpptes den 20 juli 2009 och den är producerad av Sum 41:s sångare/gitarrist Deryck Whibley i Los Angeles.

## Låtlista
1. Class of 2000 - 3.39
2. Age of Hysteria - 4.00
3. Uncle Sam - 3.12
4. Shallow Beautiful People - 2.43
5. Summer - 3.58
6. No Reason - 3.10
7. Pouring Down - 2:50
8. Undone - 3.06
9. Get A Life - 2.57
10. Homeward Bound - 2.53
11. Everyday  - 2.23